# ووبلین
ووبلین (به آلمانی: Wöbbelin) یک شهر در آلمان است که در لودویگسلوست-پارشیم واقع شده‌است. ووبلین ۹۵۳ نفر جمعیت دارد.